# نهر جولبرن
نهر جولبرن- نيوساوث ويلز
(بالإنجليزية: Goulburn River)‏ نهر جولبرن هو أحد روافد نهر هنتر Hunter في نيو ساوث ويلز، أستراليا. ينبع إلى الشرق من مودجي Mudgee ويتدفق بإتجاه الشرق وينضم إلى نهر هنتر قرب بلدة دنمانDenman. وحيث يسير خلال منطقة وعرة والكثير منها هي حديقة وطنية. كما ان النهر يحتوي على عدد من الروافد بما في ذلك خور Widden، ونهر Krui ويجري إلى حوالي 560 كم لمقابلة نهر موراي بالغرب من أشوكا وتعتبر منطقة جولبيرن وموراي للري أكبر منطقة للري في أستراليا وتغطي 800 هكتار كما يوجد فيها بعض الأراضي الزراعية والمدينة الرئيسية على نهر جولبرن هي شيبارتون وأكبر سد تم إنشاؤه على نهر جولبرن هو سد إيلدرن الذي تم إنشأوه عام 1956 ويبلغ ارتفاعه 79 م.

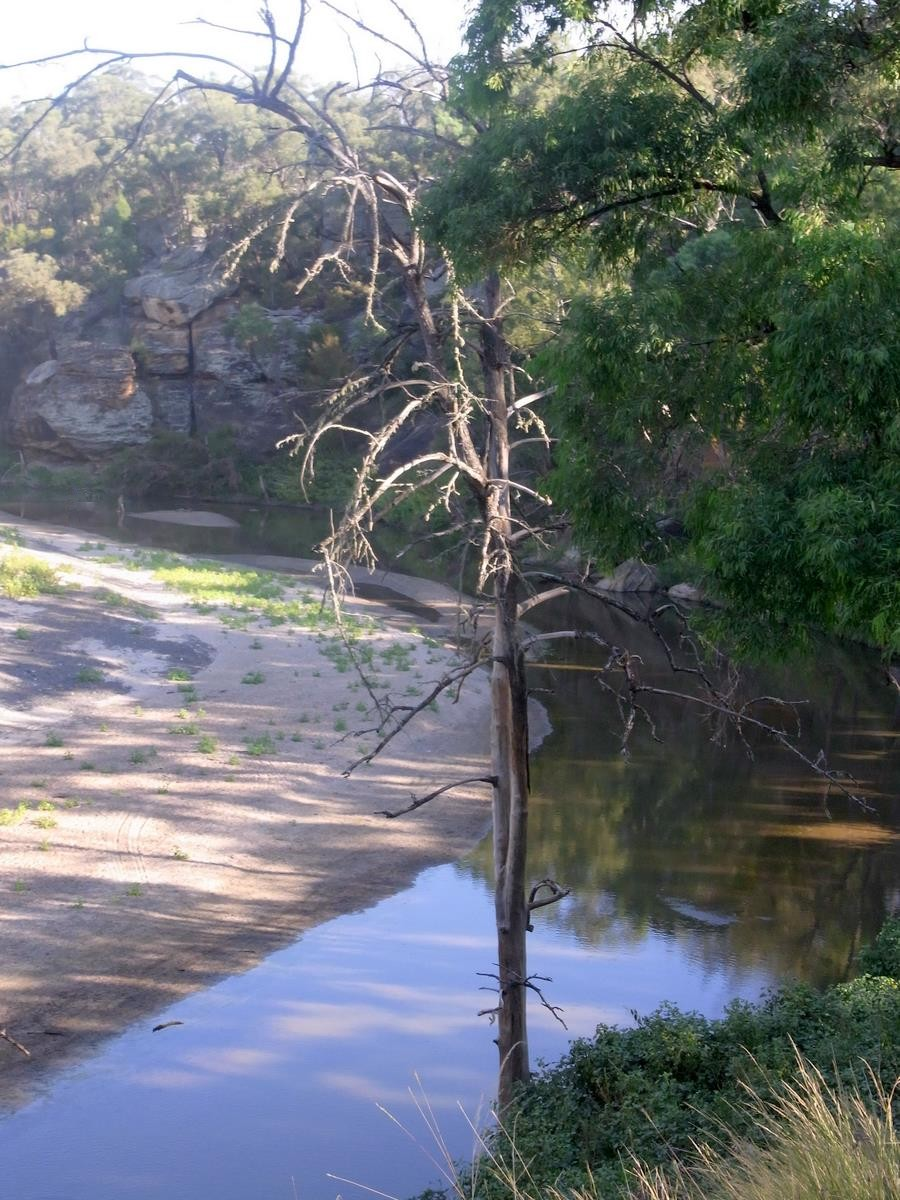
نهر جولبرن

وكان لوسون وليام في عام 1823 قد اكتشف النهر. سُمي النهر طبقاً لجولبرن هنري، وهو سياسي بريطاني في 1820s.
مترجم من http://en.wikipedia.org/wiki/Goulburn_River_%28New_South_Wales%29